# Heteronychia compactilobata
Heteronychia compactilobata är en tvåvingeart som beskrevs av Colin W. Wyatt 1991. Heteronychia compactilobata ingår i släktet Heteronychia och familjen köttflugor. Inga underarter finns listade i Catalogue of Life.